# Endophytus
Endophytus är ett släkte av steklar som beskrevs av Erich Martin Hering 1934. Endophytus ingår i familjen bladsteklar.
Släktet innehåller bara arten Endophytus anemones.